# إيرين دوربان
إيرين إل. دوربان هي أستاذة الأنثروبولوجيا ودراسات الإعاقة النقدية  في جامعة مينيسوتا. وهي مؤلفة كتاب "السياسات الجنسية للإمبراطورية: رهاب المثلية في فترة ما بعد الاستعمار في هايتي" والفائزة بجائزة لامدا الأدبية في دراسات المثليين وجائزة الكتاب الأول من الدراسات الوطنية للمرأة/جامعة إلينوي للصحافة. تضع منحة ديربان حقوق مجتمع الميم في هايتي في سياقها الصحيح وتُرسي الأساس لمجال فرعي يُسمى "دراسات هايتي الكويرية". وفي علم الأنثروبولوجيا يتناول عمل ديربان وخاصةً مقالتها "الأنثروبولوجيا والتمييز ضد ذوي الإعاقة" قضايا التمييز ضد ذوي الإعاقة وإمكانية الوصول إليهم في أساليب البحث الإثنوغرافي. بالإضافة إلى منحهم الدراسية كانت ديربان ناشطة منذ أوائل العقد الأول من القرن الحادي والعشرين وقد كرمت بجائزة ماريو سافيو للناشطين الشباب "التي تُمنح كل عام لشخص (أو أشخاص) شاب لديه التزام عميق بحقوق الإنسان والعدالة الاجتماعية والقدرة المثبتة على تحويل هذا الالتزام إلى عمل فعال".

## التعليم

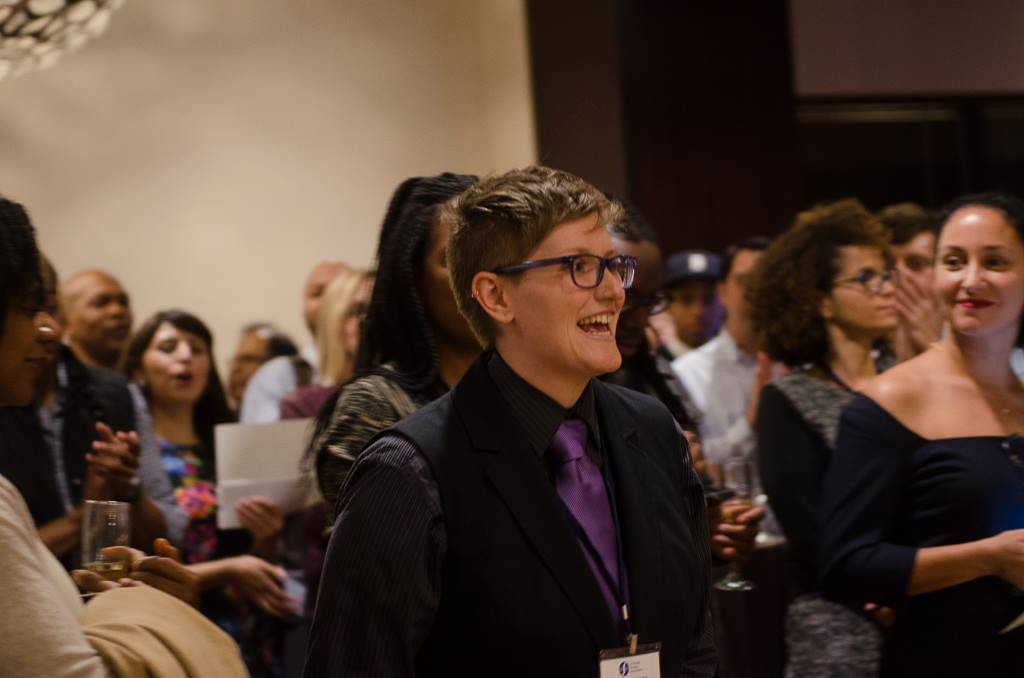
إيرين إل. دوربان تتسلم جائزة أطروحة الجمعية الأمريكية للجمعيات الأمريكية

حصلت ديربان على درجة البكالوريوس الفردية في السياسة الدولية: العرق والطبقة والجنس والتحرر من جامعة ولاية دنفر الحضرية في عام 2006. حصلت على درجة الدكتوراه في دراسات النوع والمرأة من جامعة أريزونا. حصلت أطروحة ديربان "رهاب المثلية الجنسية في مرحلة ما بعد الاستعمار: الإمبريالية الأمريكية في هايتي والتداول عبر الوطني للسياسات الجنسية المعادية للمثليين" على جائزة رالف هنري جابرييل من جمعية الدراسات الأمريكية "لأفضل أطروحة دكتوراه في الدراسات الأمريكية أو الدراسات العرقية أو دراسات المرأة".

## حياة مهنية
خلال فترة دراستها للدكتوراه عملت ديربان كمحررة إدارية للمجلة الأكاديمية التشكيلات النسوية (التي كانت في السابق مجلة الجمعية الوطنية لدراسات المرأة). بعد حصولها على درجة الدكتوراه قامت ديربان بتدريس دراسات المرأة ودراسات المثليين وعلم الإنسان في جامعة ولاية إلينوي. لقد كانت أستاذة في جامعة مينيسوتا منذ عام 2017. في عام 2020 حصلت ديربان على منحة ماكنايت لاند المرموقة التي تُمنح للعلماء الذين كان لهم تأثير كبير في مجالاتهم في وقت مبكر من حياتهم المهنية. من عام 2020 إلى عام 2023 شغلت ديربان منصب الرئيس المنتخب لجمعية الأنثروبولوجيا المثلية وهي قسم من الجمعية الأنثروبولوجية الأمريكية.

## أعمال
استنادًا إلى أطروحتها في جامعة أريزونا والبحث التكميلي كأستاذة مساعدة يستكشف أول كتاب لإيرين إل. ديربان بعنوان "السياسات الجنسية للإمبراطورية: رهاب المثلية الجنسية بعد الاستعمار في هايتي" تأثيرات الاستعمار الأوروبي والإمبريالية الأمريكية في تشكيل النوع الاجتماعي والجنس في هايتي وشتاتها. يقدم الكتاب تحليلاً تاريخياً للتدخل الأجنبي بالإضافة إلى تفاصيل إثنوغرافية حول حياة ونشاط "الرغبة في المثلية الجنسية والإبداع بين الجنسين" في هايتي من عام 2008 إلى عام 2016. أشارت مراجعة في مجلة "الإثنولوجي الأمريكي" إلى أن " كتاب "السياسات الجنسية للإمبراطورية " يُعدّ مساهمة أساسية باعتباره أول كتاب إثنوغرافي في مجال الدراسات الهايتية المثلية". وفي مجلة "الفصلية الأنثروبولوجية" ذكرت المراجعة أن "كتاب "السياسات الجنسية للإمبراطورية" يجمع بفعالية بيانات تاريخية وإثنوغرافية وأرشيفية ليروي قصة مؤثرة ومؤثرة عن رهاب المثلية في هايتي في فترة ما بعد الاستعمار. ويركز الكتاب بوجه أساسي على الدراسات والأنثروبولوجيا المثلية في فترة ما بعد الاستعمار نتيجة لتوضيح كيف تضافرت الخطابات العنصرية حول التوجهات الجنسية المنحرفة ورهاب المثلية لإنتاج نتائج إمبريالية على الأشخاص المثليين في فترة ما بعد الاستعمار".

## منشورات مختارة
- ديربان، إيرين ل. 2024. "القيام بذلك معًا: قضية غريبة لإثنوغرافيا مُعيقة" في كتاب "الأنثروبولوجيا الغريبة المُقلقة" تحرير مارجوت فايس.[24]
- ديربان، إيرين ل. 2022. السياسة الجنسية للإمبراطورية: رهاب المثلية الجنسية في هايتي بعد الاستعمار. مطبعة جامعة إلينوي.
- ديربان، إيرين ل. 2022. "علم الإنسان والتمييز ضد ذوي الاحتياجات الخاصة". مجلة الأنثروبولوجيا الأمريكية 124(1): 8-20.
- تشابمان داشا إيرين إل. دوربان وماريو لاموث المحررون. "نمشي معًا": الأداء والانتماء الهايتي المثلي. مجلة المرأة والأداء: مجلة النظرية النسوية 27(2).
- ديربان إيرين ل. 2017. "ممارسة رهاب المثلية الجنسية في فترة ما بعد الاستعمار: تحليل للمظاهرات العامة ضد زواج المثليين في هايتي عام 2013". المرأة والأداء: مجلة النظرية النسوية 27 (2).
- ديربان، إيرين ل. 2017. "الإعاقة ما بعد الاستعمارية و/أو باعتبارها انتقالًا: روايات المتحولين جنسيًا في هايتي حول الانفصال والخياطة معًا". دراسات المتحولين جنسيًا الفصلية 4(2) قضية السواد.
- ديربان، إيرين ل. 2013. "إرث القديس أسوتو : تتبع التاريخ العابر للحدود الوطنية من الشتات الهايتي المثلي". مجلة الدراسات الهايتية 19 (1): 235-256.

## الأوسمة والجوائز
حصلت إيرين إل. دوربان على جائزة ماريو سافيو للناشطين الشباب في عام 2005 لعملها في تنظيم العدالة الاجتماعية من خلال لجنة خدمة الأصدقاء الأمريكية.
فاز أول كتاب لديربان "السياسات الجنسية للإمبراطورية: رهاب المثلية الجنسية بعد الاستعمار في هايتي" بجائزة لامدا الأدبية في دراسات LGBT في عام 2024.

## الحياة الشخصية
ديربان متزوجة من الدكتورة ميراندا جوزيف مؤلفة ورئيسة قسم دراسات النوع الاجتماعي والمرأة والجنسانية في جامعة مينيسوتا. انتهى زواج ديربان السابق بالطلاق.